# The Arsenal Stadium Mystery
The Arsenal Stadium Mystery – brytyjski film kryminalny z 1939 roku w reżyserii Thorolda Dickinsona. Jeden z pierwszych filmów fabularnych, w których piłka nożna jest centralnym elementem fabuły.
Akcja filmu umieszczona jest, jak sugeruje tytuł, na Arsenal Stadium w Highbury w Londynie, stadionie angielskiego klubu piłkarskiego Arsenal F.C. Przez sam film przewija się kilku ówczesnych zawodników Kanonierów (m.in. Cliff Bastin i Eddie Hapgood) oraz menadżer klubu George Allison.
Dickinson planował kontynuację, The Denham Studio Mystery, lecz pomysł po pewnym czasie upadł.

## Obsada
- Leslie Banks … Inspektor Anthony Slade
- Greta Gynt … Gwen Lee
- Ian McLean … Sierżant Clinton
- Liane Linden … Inga Larson
- Anthony Bushell … John Doyce
- Esmond Knight … Raille
- Brian Worth … Phillip Morring
- Richard Norris … Setchley
- Wyndham Goldie … Kindilett
- Alastair MacIntyre … Carter
- George Allison … On sam